# نيفيل برايس
نيفيل برايس (بالإنجليزية: Neville Price) هو منافس ألعاب قوى جنوب أفريقي، ولد في 1 يونيو 1929 في إيست لندن في جنوب أفريقيا، وتوفي في 28 ديسمبر 1980 في جوهانسبرغ في جنوب أفريقيا.

## وصلات خارجية
- نيفيل برايس على موقع أوليمبيديا (الإنجليزية)